# NREM
Søvnstadierne 1 til 4 bliver fælles refereret til, som NREM, (non-Rapid Eye Movement) søvn. Rapid eye movement, eller stadie 5, er ikke inkluderet. Der er tydelige EEG (elektroencefalografiske) karakteristika i hvert stadie. I modsætning til REM-søvn er der sædvanligvis, enten lidt eller næsten ingen øjenbevægelse i disse stadier. Drømme er sjældne under NREM-søvn, og musklerne er ikke lammede som i REM-søvn. Desuden er der en parasymmetrisk dominans under NREM-søvn.
NREM-søvn er delt op i fire forskellige stadier:
- Stadie 1 – forekommer i begyndelsen af søvnen, med langsomme øjenbevægelser. Folk tror ofte, at de er fuldkommen vågne. Under overgangen til Stadie 1, er det almindeligt at opleve en ”hypnic jerk” (lette spasmer).
- Stadie 2 – personen er bevidstløs, men stadig meget nem at vække. Ingen øjenbevægelser forekommer, og drømme er meget sjældne under dette stadie. EEG scanninger har en tendens til at vise karakteristiske ”sleep spindles”, og ”K-komplekser” under dette stadie.
- Stadie 3 – overgangen mellem stadie 2 og stadie 4. Deltabølger forekommer.
- Stadie 4 – slow-wave-søvn, refereret til som det dybeste stadie af søvn. Drømme er mere almindelige i dette stadie, end i andre stadier af NREM-søvn, men stadig ikke så almindelig som i REM-søvn. Indholdet af SWS-drømme har en tendens til at være væk fra virkeligheden, og ikke så livlige som dem der forekommer i REM-søvnen.